# Real to Reel
Real to Reel es un álbum de estudio de la banda de rock estadounidense Tesla, publicado el 5 de junio de 2007. El disco incluye versiones de artistas y bandas que fueron influencia para Tesla en sus inicios, como Black Sabbath, Deep Purple, Thin Lizzy y Led Zeppelin.

## Lista de canciones
| N.º | Título               | Escritor(es)                                                     | Artista original             | Duración |  |
| 1.  | «Space Truckin'»     | Ritchie Blackmore, Ian Gillan, Roger Glover, Jon Lord, Ian Paice | Deep Purple (1972)           | 4:51     |  |
| 2.  | «Walk Away»          | Joe Walsh                                                        | The James Gang (1971)        | 4:23     |  |
| 3.  | «Hand Me Down World» | Kurt Winter                                                      | The Guess Who (1970)         | 3:46     |  |
| 4.  | «Bad Reputation»     | Phil Lynott, Scott Gorham, Brian Downey                          | Thin Lizzy (1977)            | 4:42     |  |
| 5.  | «Thank You»          | Jimmy Page, Robert Plant                                         | Led Zeppelin (1969)          | 4:49     |  |
| 6.  | «I've Got a Feeling» | John Lennon, Paul McCartney                                      | The Beatles (1970)           | 4:28     |  |
| 7.  | «Day of the Eagle»   | Robin Trower                                                     | Robin Trower (1974)          | 5:03     |  |
| 8.  | «Ball of Confusion»  | Norman Whitfield, Barrett Strong                                 | The Temptations (1970)       | 4:27     |  |
| 9.  | «Rock Bottom»        | Michael Schenker, Phil Mogg                                      | UFO (1974)                   | 8:47     |  |
| 10. | «Stealin'»           | Ken Hensley                                                      | Uriah Heep (1973)            | 4:05     |  |
| 11. | «Bell Bottom Blues»  | Eric Clapton                                                     | Derek and the Dominos (1970) | 5:00     |  |
| 12. | «Honky Tonk Women»   | Mick Jagger, Keith Richards                                      | The Rolling Stones (1969)    | 3:28     |  |
| 13. | «Dear Mr. Fantasy»   | Jim Capaldi, Steve Winwood, Chris Wood                           | Traffic (1967)               | 6:37     |  |

### Edición Best Buy
Se lanzó una edición del álbum disponible solamente para compras por Best Buy. Incluye una versión de "War Pigs" de Black Sabbath y tres canciones inéditas en versión acústica de Tesla.
| N.º | Título                          | Escritor(es)                                        | Artista original     | Duración |  |
| 1.  | «War Pigs»                      | Tony Iommi, Ozzy Osbourne, Geezer Butler, Bill Ward | Black Sabbath (1970) |          |  |
| 2.  | «Shine Away» (Unplugged)        | Frank Hannon, Jeff Keith, Brian Wheat, Tommy Skeoch | Tesla (1994)         |          |  |
| 3.  | «Modern Day Cowboy» (Unplugged) | Hannon, Keith, Skeoch                               | Tesla (1986)         |          |  |
| 4.  | «Paradise» (Unplugged)          | Hannon, Keith, Wheat                                | Tesla (1989)         |          |  |

## Créditos
- Jeff Keith - voz
- Frank Hannon - guitarra
- Brian Wheat - bajo, piano
- Troy Luccketta - batería
- Dave Rude - guitarra